# Magadi-tó
A Magadi-tó lefolyástalan tó Kenya déli részében, a Nagy-hasadékvölgy legmélyebb medencéjében. A tó 32 km hosszú és 2 km széles. A tavat 1904-ben fedezte fel E. G. Smith kapitány. A tóba számos, hideg és meleg vizű patak folyik be, többségük erősen nátrium-karbonát tartalmú. A tónak nincs kifolyása. A száraz időszakban a tó felületét 80%-ban szilárd vagy félig szilárd nátrium-karbonát (szóda) teríti be. A tó északi partjai mellett 86 °C–os termálvízű források találhatók, melyek szintén a tavat táplálják. A tóhoz vasút vezet Mombasa városból, ahova vasúton szállítják a tóból kinyert szódát és gipsz alapanyagot.

## Állatvilág
A tó rendszeres látogatói a gázlómadarak, köztük a flamingók. A tóban bölcsőszájúhal-félék élnek, melyek a termálvízben jól érzik magukat, ahol a vízhőmérséklet nem nagyobb 45 °C-nál.

## Ásványok
A tó nagy része nagy koncentrációjú nátrium-karbonátot tartalmaz, melyből kiválik a trona (trinátrium-hidrogén-karbonát) ásvány. Egyes helyeken a sóréteg 40 méter vastag. A tó ismert lelőhelye a kovakőnek. A leghíresebb a magadit nevű ásvány, mely ebből a sós vízből keletkezik. A tó keleti partján van Magadi település, ahol 1911 óta szódagyár működik, amely 2005 óta az indiai Tata konszern tulajdona. A gyár szódahamut gyárt ipari célokra.

## Fordítás

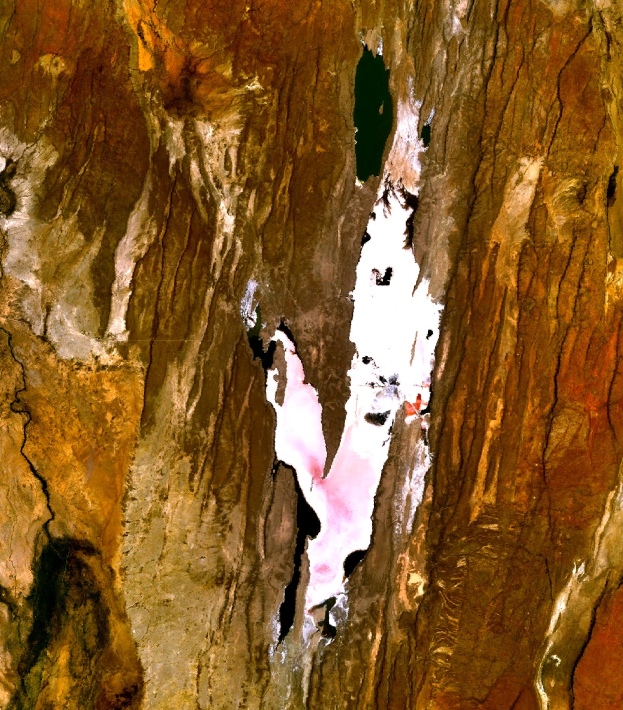
Magadi-tó műholdról

Ez a szócikk részben vagy egészben  a   Lake Magadi című angol Wikipédia-szócikk ezen változatának fordításán alapul.  Az eredeti cikk szerkesztőit annak laptörténete sorolja fel. Ez a jelzés csupán a megfogalmazás eredetét és a szerzői jogokat jelzi, nem szolgál a cikkben szereplő információk forrásmegjelöléseként.